# شيويل كوبر
ويلفريد إدوارد شيويل كوبر، (بالإنجليزية: W. E. Shewell-Cooper)‏(15 سبتمبر 1900 - 21 فبراير 1982) كان بستاني عضوي بريطاني ورائد في زراعة البستنة. فقد كتب ونشر العديد من الكتب، بما في ذلك التراب والهوموس والصحة (1975)، والحدائق الملكية (1952)، وزراعة إمداداتك الغذائية الخاصة (1939). في عام 1966 أسس جمعية الحدائق الجيدة.

## الطفولة والتعليم
ولد شيويل كوبر في والثام ابي، إسيكس، إنجلترا عام 1900. كان والده شيويل كوبر  رائداً في المدفعية الملكية وكان أيضًا مساعد المشرف على مصنع البارود في والثام ابي. من هناك، إنتقلت العائلة إلى بلاكهيث ، لندن، ثم إلى بينارث، ويلز. قبل إندلاع الحرب العالمية الأولى، أبحرت العائلة في جالاكا إلى جنوب إفريقيا، حيث كانوا يعيشون في روندي بوش، وهي الآن إحدى ضواحي كيب تاون. أثناء وجوده هناك، ذهب إلى المدرسة في كلية الأسقفية. عندما عاد إلى إنجلترا، إلتحق بمدرسه مونكتون كومب خارج مدينة باث.

## الأسرة والعمل
شيويل كوبر، تزوج من إيرين رامسي بينيكوت. كانت مؤلفًه غزيره الإنتاج لكتب البستنة وكتبوا معًا كتابًا عن الطبخ بعنوان (طبخ ماذا تنمو)(1940)  كان لديهم ولدان، رامساي وجيريمي.
على مدار حياته، شغل شيويل كوبر عددًا من المناصب، بعضها يُذكر أدناه:
- زميل جمعية البستنة في فيينا
- مدير المكتب التربوي والاستشاري للبستنة
- مدير مركز التدريب البستاني
- حضرة. المشرف على كلية سوانلي البستانية
- مستشار بستاني لمجالس مقاطعتي وارويكشاير وتشيشاير
- حضرة. أمين صندوق ويستبانك هاوس، هيكستابل، 1937-1938
- محرر حديقة بي بي سي المنطقة الشمالية
- ضابط البستنة القيادي، القيادة الخاصة والأوامر الشرقية، 1940-1948

## أركلي مانور
في عام 1960، اقترح سير جون لينغ أن ينتقل شيويل كوبر إلى أركلي مانور. كان هناك منزله حتى وفاته في عام 1982.

## ميراث
رامساي شيويل كوبر، الذي توفي في عام 2016، واصل الترويج لنهج والده في زراعة البستنة بدون حفر، واعتبارًا من عام 2008، كان من المقرر مشاهدة مؤامره تجريبية في كلية كابيل مانور في إنفيلد، بالاشتراك مع جمعية البستانيين الطيبين.

## فهرس
تشمل أعمال شيويل كوبر المنشورة ما يلي:
| - The ABC of Vegetable Gardening (1937) - The ABC of Fruit Growing (1938) - Grow Your Own Food Supply (1939) - Cook What You Grow (1940) with Irene Shewell-Cooper - The Amateur Greenhouse (1940) - The Royal Gardeners (1952) - The ABC of Gardening - The ABC of the Greenhouse - The ABC of Flower Growing - The ABC of Garden Pests and Diseases | - The ABC of Cloche Gardening - The ABC of Flowering Shrubs (1953) - The ABC of the Rock Garden and Pool - The ABC of Bulbs and Corms - The ABC of Soils, Humus and Health (1959) - The Book of the Tomato'' (1948) - Herbs, Salads and Tomatoes (1961) - Cut Flowers for the House (1970) - Soil Humus & Health (1975) - The Compost Fruit Grower (1975) - The Compost Flower Grower | - Basic Book of Flower Gardening (1976) - Guide to Salads and Herbs - Guide to Soil, Humus and Manuring - Guide to Roses - Guide to Dahlias - Guide to Tomatoes - Guide to Pruning Fruit Trees and Shrubs - Guide to Carnations - The Gardener's Diary Town & City Gardening (Percival Marshall & Co., 1964) |